# Vaux-le-Moncelot
Vaux-le-Moncelot – miejscowość i gmina we Francji, w regionie Burgundia-Franche-Comté, w departamencie Górna Saona.
Według danych na rok 1990 gminę zamieszkiwało 66 osób, a gęstość zaludnienia wynosiła 9 osób/km² (wśród 1786 gmin Franche-Comté Vaux-le-Moncelot plasuje się na 677. miejscu pod względem liczby ludności, natomiast pod względem powierzchni na miejscu 615.).